# Sphingulini
Sphingulini es una tribu de lepidópteros ditrisios perteneciente a la familia Sphingidae.

## Géneros
- Coenotes - Rothschild & Jordan, 1903
- Dolbina - Staudinger, 1877
- Hopliocnema - Rothschild & Jordan, 1903
- Kentrochrysalis - Staudinger, 1887
- Monarda - Druce, 1896
- Pentateucha - Swinhoe, 1908
- Sphingulus - Staudinger, 1887
- Synoecha - Rothschild & Jordan, 1903
- Tetrachroa - Rothschild & Jordan, 1903

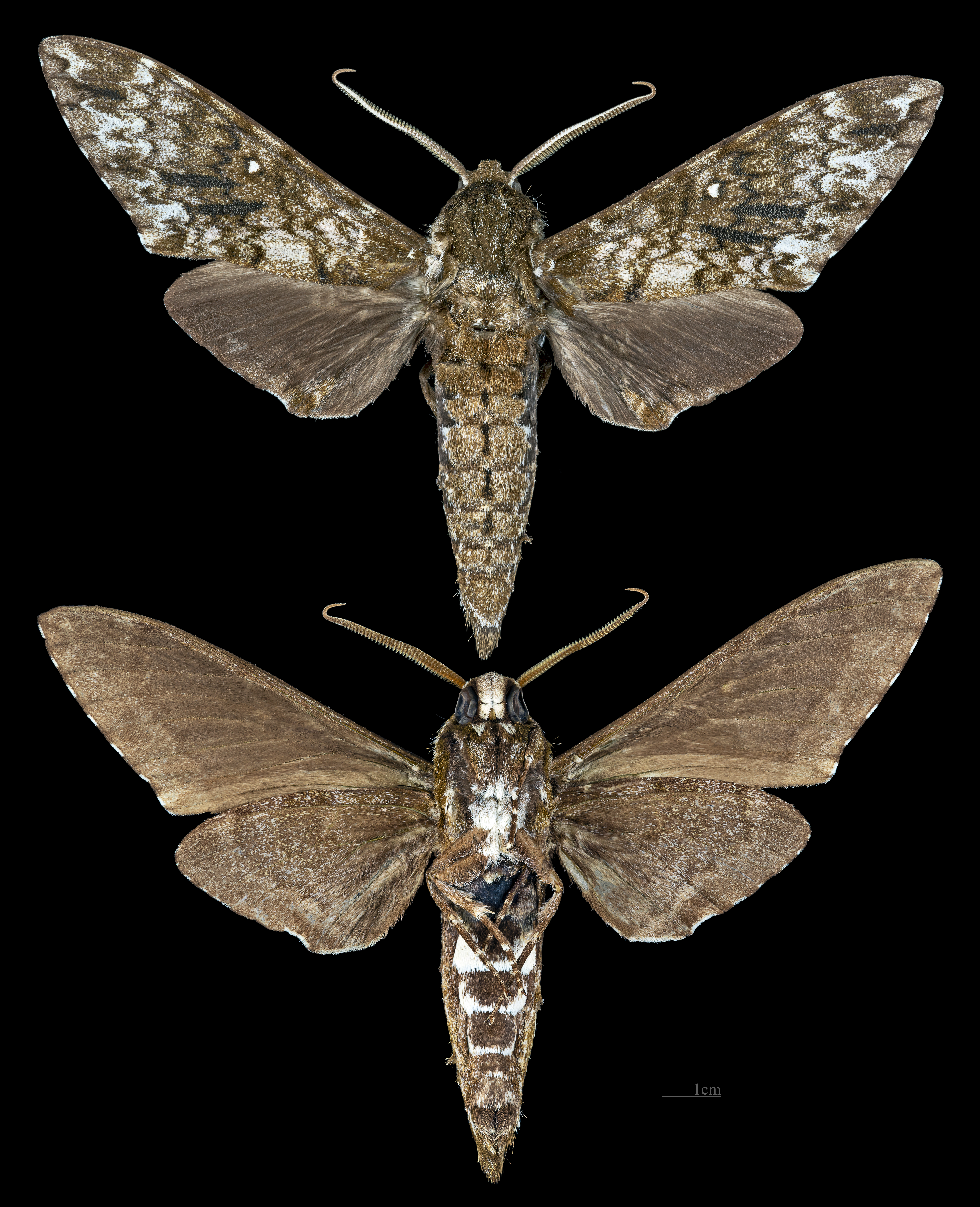
Dolbina
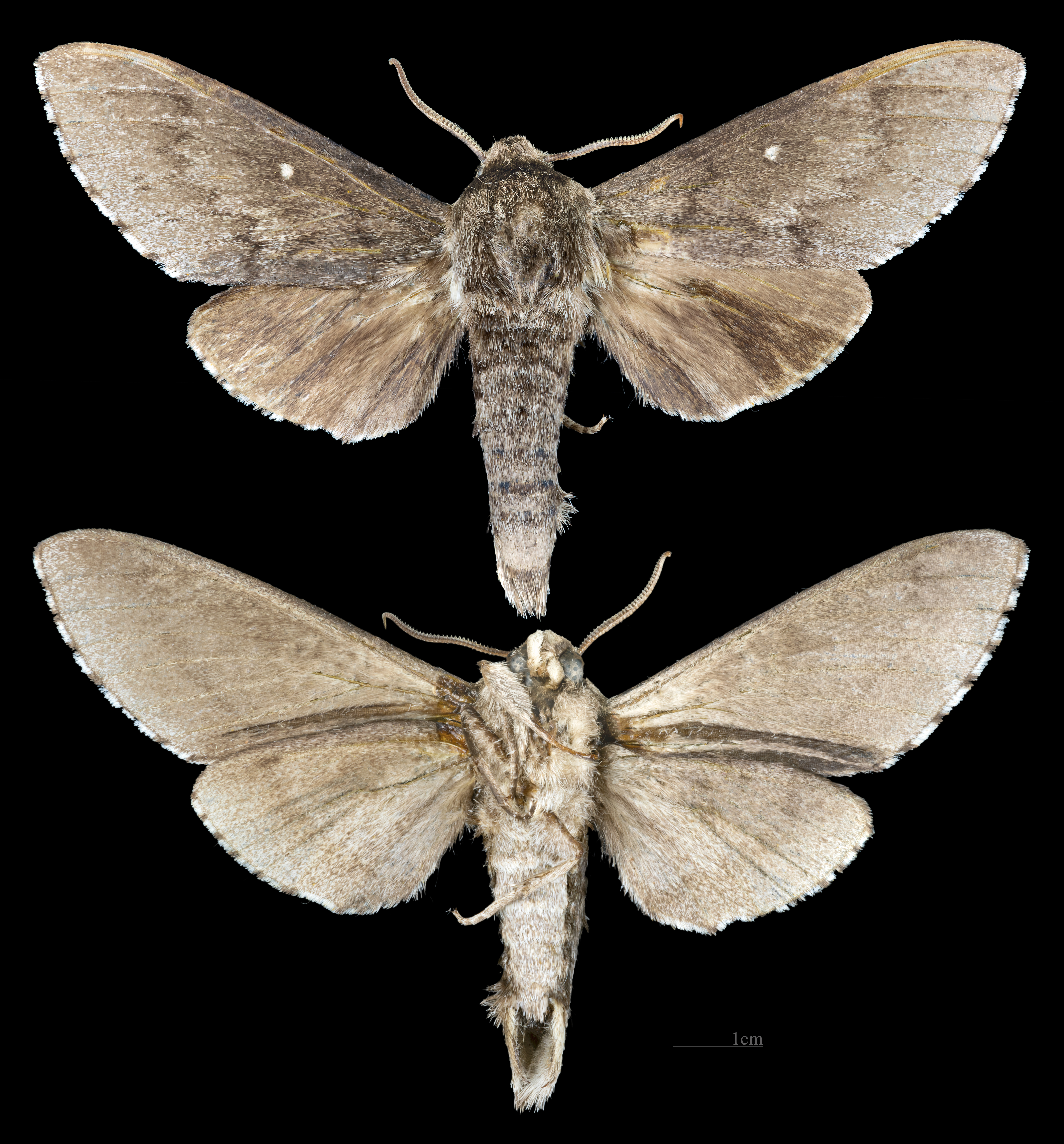
Sphingulus
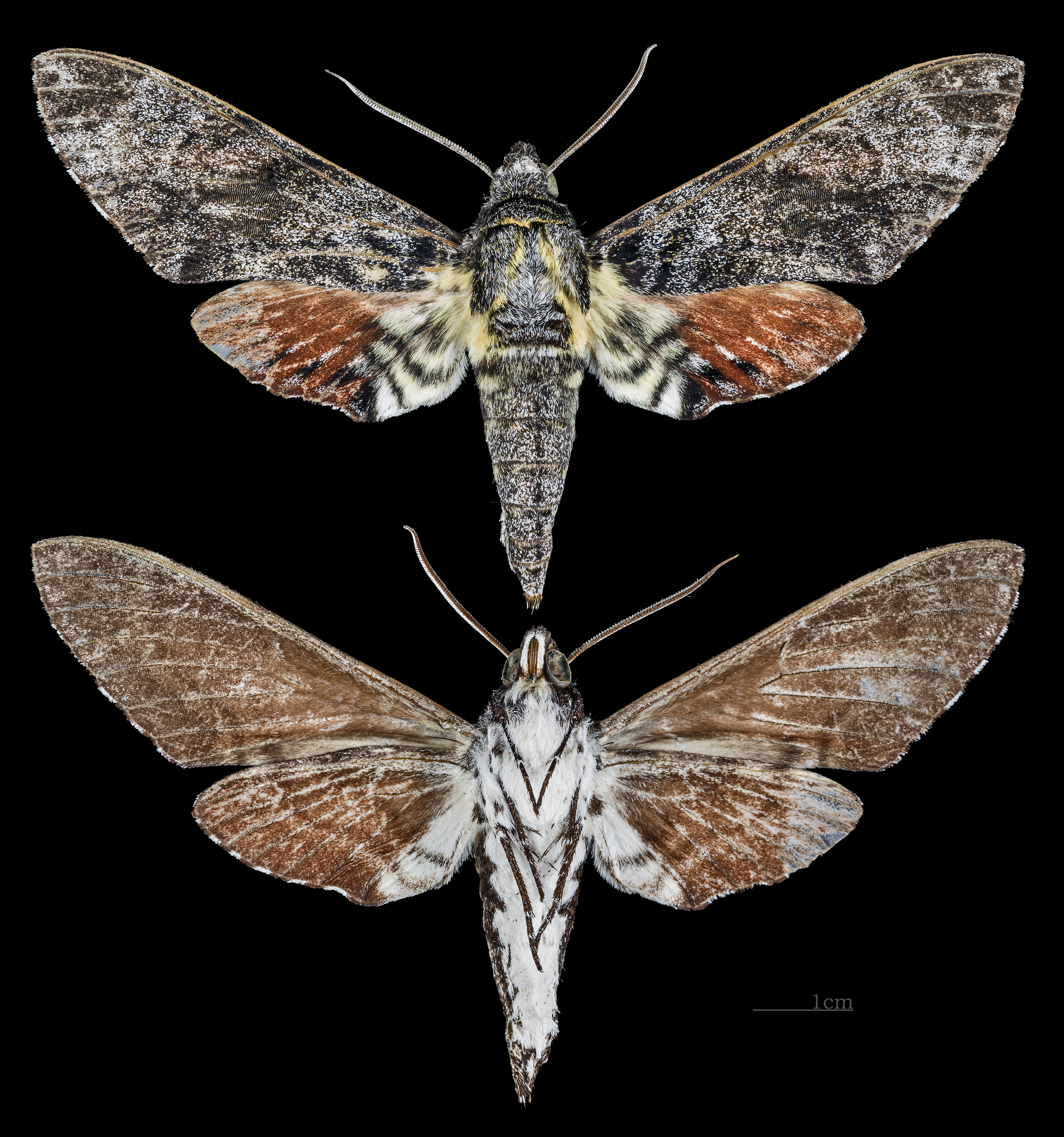
Tetrachroa